# Герб Белза
Герб Белза — офіційний символ міста Белз Львівської області. Затверджений 12 березня 1999 року рішенням №22 VI сесії Белзької міської ради.
Автор проєкту — Андрій Гречило.

## Опис
"У синьому полі на срібній вежі (з відкритими воротами, чотирма бійницями, увінчаній чотирма зубцями) гармаш у золотій одежі стріляє із золотої гармати."
Щит обрамований декоративним картушем i увiнчаний срiбною мiською короною з трьома вежками.

## Історія
Вежа, із якої гармаш стріляє з гармати, фігурувала на міському гербі ще в XVI столітті й вказувала на стратегічне значення міста.
Найдавніша міська печатка, що дійшла до наших днів, датована 1565 роком. На ній зображено вежу, на якій гармаш стріляє з гармати. Колір щита сучасні історики реконструюють як синій. Володмир Панченко припускав, що такий герб був у привілеї на Магдебурзьке право 1509 року.
У гербовнику кінця XVI століття зображено інший герб - фортечний мур з трьома вежами. Деякі українські історики вважають, що цей герб помилково був приписаний Белзу.

У XIX столітті, ймовірно, на підставі зображення в гербовнику XVI століття (1772 рік), став використовуватися варіант герба, де в отворі воріт стоїть воїн. Саме цей герб описаний Ф. Кувалишиним (1897). Він використовувався після Першої світової війни, коли Белз входив до складу Польщі.

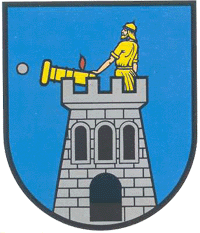
Реконструкція печатки Белза від 1509 року
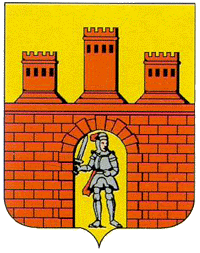
Герб Белза від 1772 року